# Past Masters
| Past Masters Volume 1 |  | Past Masters Volume 2 |
| Past Masters Volume 1 |  | Past Masters Volume 2 |

Past Masters är en samlingsbox från 1988 nyutgiven 2009, skapad av The Beatles.

## Utgivning
Åren 1987-1988 gavs Beatles LP-skivor ut för första gången på CD. Man valde att ge ut de brittiska LP-versionerna med undantag av Magical Mystery Tour, där man valde den amerikanska LP-utgåvan som också innehöll fem singellåtar som släppts under 1967.
Det var långt ifrån alla Beatleslåtar som kommit med på LP-skivor. Skivbolaget Parlophone sammanställde två CD-skivor kallade Past Masters Volume 1 och Past Masters Volume 2. Dessa innehöll huvudsakligen låtar som tidigare enbart släppts på singel. 
Dessutom ingick på Volume 1 den ursprungliga versionen av Love Me Do med Ringo Starr på trummor, She Loves You och I Want to Hold Your Hand med tysk text, de fyra melodierna från EP:n Long Tall Sally 1964 (Long Tall Sally, I Call Your Name, Slowdown och Matchbox) samt Bad Boy, som spelats in 1965 men i Europa enbart funnits med på samlings-LP:n A Collection of Beatles Oldies But Goldies 1966. På Volume 2 ingick en version av Across the Universe från en välgörenhets-LP utgiven av World Wild Life Fund 1969 kallad No One's Gonna Change Our World.
När Beatles skivor åter gavs ut i remastrat skick 2009 slogs Past Masters Volume 1 & 2 samman till en dubbel-CD, som dels säljs separat, dels ingår i den så kallade stereoboxen. Dessutom gavs en motsvarande dubbel-CD Mono Masters ut med monoboxen.
Till skillnad från den tidigare utgåvan av Past Masters Volume 1 är alla låtar i 2009 års utgåva i stereo om de ursprungligen var utgivna i stereo. Undantagen är Love Me Do, She Loves You och I'll Get You, där stereoversioner antingen aldrig funnits eller inte finns bevarade, och You Know My Name (Look Up The Number), som 1970 gavs ut i mono trots att den bygger på en mångkanalig inspelning (och trots att den var baksida på singeln Let It Be, som enbart var mixad i stereo. You Know My Name avslutar Past Masters Volume 2.

## Låtlista

### Volume 1
Alla låtar är skrivna av John Lennon och Paul McCartney om inget annat anges.
1. "Love Me Do" (mono)
2. "From Me to You"
3. "Thank You Girl"
4. "She Loves You" (mono)
5. "I'll Get You" (mono)
6. "I Want to Hold Your Hand"
7. "This Boy"
8. "Komm, Gib Mir Deine Hand" (Lennon/McCartney/Nicholas/Heller)
9. "Sie Liebt Dich" (Lennon/McCartney/Nicholas/Montgue)
10. "Long Tall Sally" (Johnson/Richard/Blacwell)
11. "I Call Your Name"
12. "Slow Down" (Larry Williams)
13. "Matchbox" (Carl Perkins)
14. "I Feel Fine"
15. "She's a Woman
16. "Bad Boy" (Larry Williams)
17. "Yes It Is"
18. "I'm Down

### Volume 2
Alla låtar är skrivna av John Lennon och Paul McCartney om inte annat anges.
1. "Day Tripper"
2. "We Can Work It Out"
3. "Paperback Writer"
4. "Rain"
5. "Lady Madonna"
6. "The Inner Light" (George Harrison med text efter Lao Zi)
7. "Hey Jude"
8. "Revolution"
9. "Get Back"
10. "Don't Let Me Down"
11. "The Ballad of John and Yoko"
12. "Old Brown Shoe" (George Harrison)
13. "Across the Universe"
14. "Let It Be"
15. "You Know My Name (Look Up the Number)" (mono)